# 29607 Jakehecla
A 29607 Jakehecla (ideiglenes jelöléssel (29607) 1998 QZ97) a Naprendszer kisbolygóövében található aszteroida. A LINEAR projekt keretében fedezték fel 1998. augusztus 28-án.